# Bonnaud
Bonnaud foi uma comuna francesa na região administrativa de Borgonha-Franco-Condado, no departamento de Jura. Estendia-se por uma área de 1,65 km². Em 2010 a comuna tinha 46 habitantes (densidade: 27,9 hab./km²).
Em 1 de janeiro de 2017, passou a formar parte da nova comuna de Val-Sonnette.